# Joan Massià i Prats
Joan Massià i Prats (Barcelona, 22 de febrer de 1890 - 11 de juny de 1969) va ser un compositor i violinista català.

## Biografia
Va començar els seus primers estudis de música amb la seva mare i va manifestar la seva precocitat donant una audició pública amb el piano als set anys. Als onze va començar l'estudi del violí i a l'any següent ja va aconseguir un notable èxit com a concertista. Després es va traslladar a Brussel·les i va ingressar al seu Conservatori, on va cursar els estudis musicals i va aconseguir importants guardons, entre elles el premi Van Hal. De retorn a Barcelona, el 1906 va fer un memorable concert amb l'Orquestra Simfònica, dirigida pel mestre Joan Lamote de Grignon, i va continuar amb diversos concerts més per Espanya, i després per França, Suïssa, Bèlgica i Luxemburg amb gran èxit de públic i crítica.
En 1911 amb l'Orfeó Català va col·laborar en els grans festivals Bach. El 1918 va fundar un quartet de corda amb el violinista Alfred Quer, el viola José Garangon i el violoncel·lista Gaspar Cassadó, oferint diversos concerts, entre ells, anualment, un concert al Casal del Metge barceloní, amb gran èxit. Va continuar després la seva carrera com a concertista, amb audicions en diverses agrupacions artístiques, entre elles la Société Bach, de Brussel·les; la Gran Harmonie, d'Anvers i París, juntament amb el pianista Ricard Viñes.
En 1924, la pianista Blanca Selva, després d'un concert en el qual va interpretar junts una sonata de Beethoven, apreciant la bona sintonia i conjunció, va proposar a Massià associar-se amb ella per a fer concerts. A partir de llavors es van multiplicar els concerts de tots dos, tant a Espanya com en molts altres països, amb importants èxits, sobretot en les interpretacions de Bach i Beethoven. En la temporada 1926-1927, durant en el centenari de la mort de Beethoven, van arribar a fer dins a disset concerts a Barcelona.
Es va casar amb la pianista María Carbonell, col·laboradora seva i antiga deixebla de Blanca Selva. Durant els seus últims anys va ser també catedràtic de música de cambra al Conservatori Superior de Música de Barcelona, així com professor i un dels fundadors de l'Acadèmia de Música de Barcelona. Entre els seus deixebles destaquen els violinistes Xavier Turull, Ricard Miralles, Jaume Llecha, Montserrat Cervera, Gonçal Comellas, els germans Gerard i Lluís Claret, Martín Cabús i Matamala i Santiago Cervera.

## Obres
A més d'altres peces per a quartet i orquestrals, se'n destaquen aquestes.
- Notes d'estiu
- Preludi arcaic
- Dansa catalana
- Ocell de pedra
- Libèl·lula